# Stevie Lee
Stevie Lee (1966 - 9 de septiembre de 2020) fue un actor y luchador estadounidense, reconocido por sus apariciones en producciones como American Horror Story, Jackass 3D y Oz el poderoso.

## Biografía
A comienzos de la década de 2000, Lee inició su carrera como luchador en la TNA, donde era conocido como el "muñeco enano psicópata" debido a su condición de enanismo. En el 2010 participó en el programa de telerrealidad Half Pint Brawlers y ese mismo año integró el reparto de la película Jackass 3D en la que protagonizó un combate con Jason Acuña. Tres años después interpretó un pequeño papel en la película de fantasía Oz el poderoso, seguida de apariciones en  American Horror Story, Naked Mile, The Puppet Show y Rhino.
Lee falleció el 9 de septiembre de 2020 de forma repentina a los cincuenta y cuatro años. Según el diario Daily Mirror, su familia solicitó fondos mediante una campaña de crowdfunding para poder pagar los costos de su funeral. La causa de su deceso no ha sido revelada.

## Filmografía

### Cine y televisión
- 2019 - Baby Fever The Movie
- 2018 - Rhino
- 2015 - The Puppet Show
- 2014 - American Horror Story
- 2014 - World Premiere
- 2013 - Oz, el poderoso
- 2010 - Jackass 3D
- 2010 - Half Pint Brawlers
- 2006 - American Pie Presents The Naked Mile
- 2005 - Half Pint Brawlers: Psycho Midget Wrestling
- 1998 - March in Windy City
- 1994 - Death Match
- 1992 - The Babe